# Österreichischer Frauen-Fußballcup 1973/74
Der Österreichische Frauen-Fußballcup wurde in der Saison 1973/74 unter dem Namen Frauen-Fußball-Cup, ausgerichtet vom Wiener Fußball-Verband, zum zweiten Mal ausgespielt. Den Pokal gewann zum ersten Mal der DFC Ostbahn XI Wien.

## Teilnehmende Mannschaften
Für den österreichischen Frauen-Fußballcup hätten sich anhand der Teilnahme der Liga der Saison 1973/74 folgende 6(!!) Mannschaften, die nach der Saisonplatzierung der Saison 1972/73 geordnet sind, qualifiziert. Teams, die als durchgestrichen gekennzeichnet sind, nahmen zwar an der Saison 1972/73 teil, waren in dieser Saison in der Meisterschaft nicht spielberechtigt und spielten daher nicht um den Pokal mit.
| Damenliga Ost (6) |
| --- |
| - Favoritner AC (W) - USC Landhaus (W) (C) - DFC Ostbahn XI (W) - SV Kagran (W) - SV Antonshof Rannersdorf (NÖ) - Gersthofer SV (W) - SV Enzesfeld-Hirtenberg (NÖ) (N) - SG USC Halbturn/SC Breitenbrunn (B) (N) - SV Stetteldorf (NÖ) (N) |
| Erläuterungen Länderkürzel: (NÖ): Niederösterreich, (W): Wien |

| (C) | amtierender Cupsieger 1972/73    |
| (N) | Neuaufsteiger der Saison 1973/74 |

## Turnierverlauf
Es liegen keine Informationen über Ergebnisse der Cuprunden vor dem Finale vor.
Finale

Das Finale wurde im Franz-Horr-Stadion in Wien ausgetragen
| Datum        |                     | Ergebnis        |              |
| ------------ | ------------------- | --------------- | ------------ |
| keine Angabe | DFC Ostbahn XI Wien | 1:1 (3:2 i. E.) | USC Landhaus |